# (15890) Prachatice
(15890) Prachatice est un astéroïde de la ceinture principale découvert par Miloš Tichý et Zdeněk Moravec.
Il a été ainsi baptisé en l'honneur de la ville de Prachatice en République tchèque.